# 赵俞
趙俞（1635年—1713年），字文饒，號蒙泉。直隸嘉定（今屬上海市）人。
赵中行五世孙，父趙萼是秀才出身，精於易學。生於崇祯八年（16365年），康熙二十七年（1688年）戌辰进士。受知於徐乾学，徐乾學罢官後以鱼肉乡里被劾，趙受牵连下狱，康熙三十二年（1692年）获得平反。康熙三十七年（1698年），官至山東定陶知縣。五年後，以年老乞歸，朝廷不許，最後以病告归。居家建有绀寒湄亭（今马陆镇彭赵村雷墩浜附近），讀書於其中。與陸元輔、張雲章、张大受、张鹏翀、孙致弥合稱“嘉定六先生”。康熙五十二年（1713年）十月二十日，去世。